# 重道崇文坊
重道崇文坊，位於台灣臺南市北區臺南公園內，為建於清嘉慶廿年三月（1815年）的牌坊，當時清廷為旌表林朝英獨立捐貲萬金，修建縣學文廟而頒重道崇文匾額，賜六品光祿寺置正職銜，並准建坊，至今為府城現存四座牌坊之一，同時為臺南市市定古蹟。

## 沿革

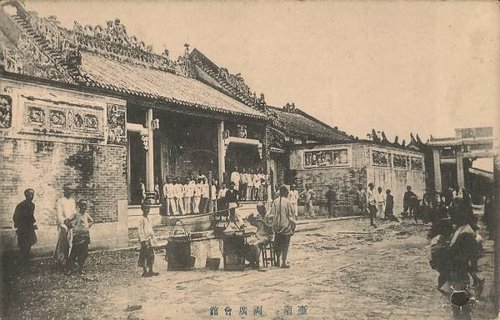
兩廣會館舊照，圖右可以看到遷移前的重道崇文坊。

### 設置
林朝英生於乾隆四年（1739年），卒於嘉慶二十一年（1816年）。其家族以貿易為生而累積不少財富，為府城的知名富商，其故生性樂善好施，熱心地方公共事務，捐貲出力總不落人後。清嘉慶九年(1804)三月，林朝英獨力捐獻萬金監督修建台灣縣學文廟，後在嘉慶十八年(1813年)榮獲旌表，朝廷加以褒揚：封六品光祿寺署正，賜「重道崇文」匾准許建坊，因此重道崇文坊的建立，是基於林朝英之善行而建，與日後臺北府洪騰雲因捐建考棚，受旌表而建的急公好義坊同屬急公好義類。

### 遷坊與修繕
重道崇文坊原創建於龍王廟及臺南兩廣會館旁（即今原臺南警察署前）。昭和九年（1934年）日治時期因闢建南門路，龍王廟被迫拆毀，重道崇文坊也面臨了相同的命運，後經林朝英的後人向日本政府陳情重建保存，構件先暫時保存在臺南州廳內，遂自費遷移至台南公園燕潭北邊。當年石坊頂檐及蚩尾損毀，遷至台南公園後重新組立，也把毀損部分一倂修繕。民國八十一年（1992年）發現柱身外傾，有傾塌危險，後在市府緊急搶修，修護成為今貌。

## 外觀設計

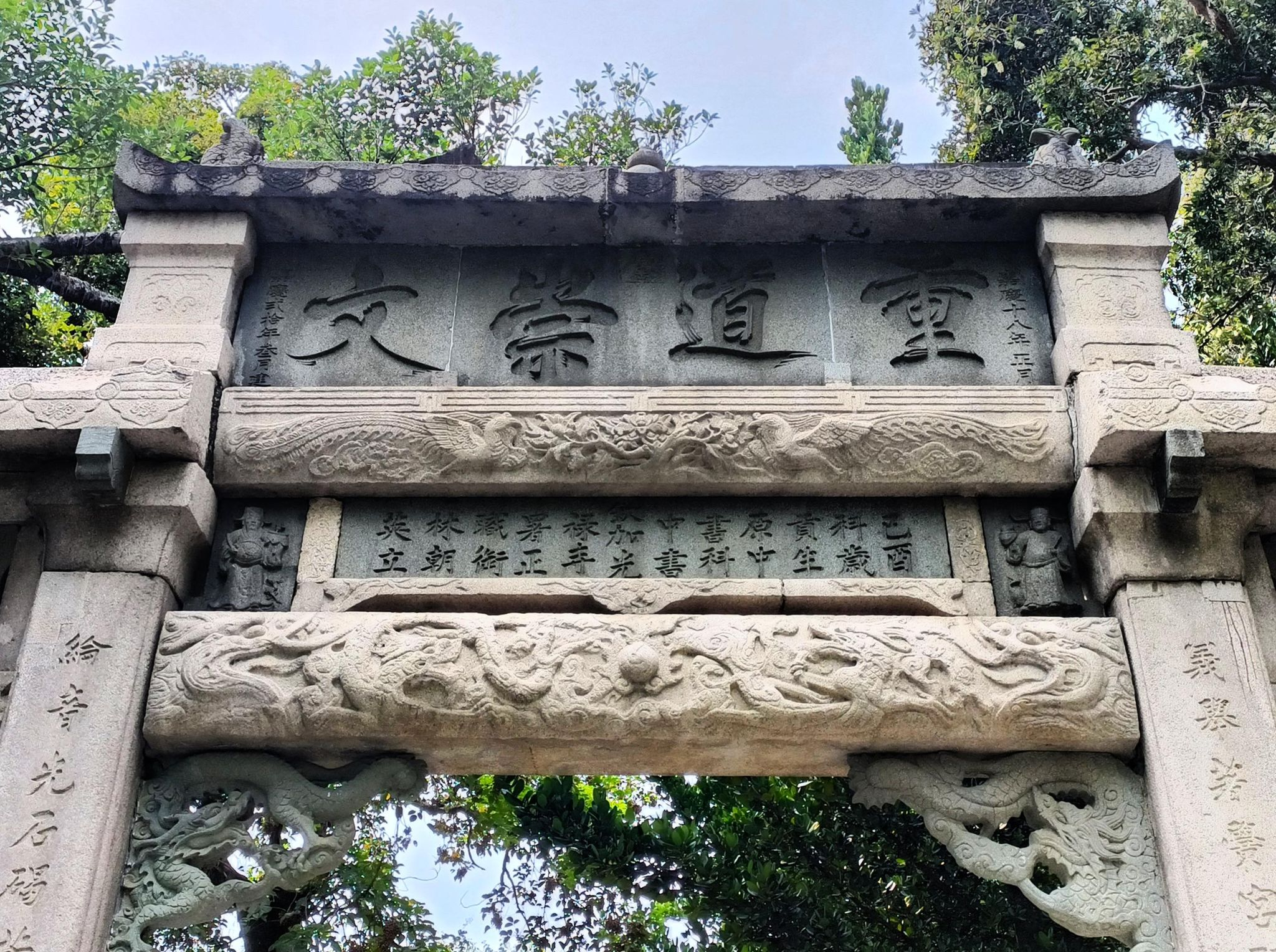
重道崇文坊上頭的石匾

重道崇文坊高約八公尺，寬約六公尺，的方形石柱由青斗石、白石與花崗岩所造，為三間四柱二層的形式。夾杆石上飾有石獅。石坊雕工細膩，大額枋雕刻雙龍搶珠並以螭虎啣柱。小額枋分刻龍馬負圖、靈龜背書、蒼松福鹿、寒梅雙鶴。上下護簷兩端略微翹起，鴟尾雀替飾簷。柱上鑄刻嘉慶年間的公職所題楹聯。所題者有：鹿港理番同知薛志亮、福建水師提督王得祿、臺灣府知府楊廷理及戊午科解元鄭兼才，頂層護檐下，額題「重道崇文」，下有橫額陰刻「乙酉科歲貢生原中書科中書欽川光祿寺署正職銜林朝英立」。

### 碑文
重道崇文坊上所刻的楹聯有四，皆為讚頌林氏義舉，最上層橫匾為：『嘉慶十八年正月,重道崇文,嘉慶貳拾年參月建』。次高層橫匾︰『己酉科歲貢生原中書科中書欽加光祿寺署正職銜林朝英立』。楹聯內容，前面中間為：『重道振儒風坊表榮袞海外,崇文遵聖治爵銜寵錫雲中,臺灣知府前台澎兵備道兼提督學政楊廷理拜題』。前面旁：『功在聖門雅望長存奕世,名旌天府高風永著千秋,戊午科解元榮陞知縣前臺灣縣學教諭鄭兼才拜題』。
後面中間著有：『義舉著黌宮碩望與文章並重,綸音光石碣芳名共遒脉俱長,提督福建水師軍務子爵世襲姻愚姪王得祿頓首拜』。後面旁則為：『碩行重東瀛洵人倫之冠冕,隆恩來北闕邀天府之絲綸,賜進士出身鹿港理蕃院同知前知臺灣縣事江陰薛志亮拜題』。

## 外部連結
- 重道崇文坊——文化部文化資產局 （页面存档备份，存于）
- 重道崇文坊——文化部iCulture （页面存档备份，存于）